# Mesut Yılmaz
Mesut Yılmaz (Estambul, 6 de noviembre de 1947-Ibidem, 30 de octubre de 2020) fue un político y diplomático turco, líder del Partido de la Madre Patria (en turco, Anavatan Partisi, ANAP) y tres veces primer ministro de Turquía, en 1991, 1996 y desde 1997 hasta 1999. 

## Carrera política
En 1983 fundó el Partido de la Madre Patria junto con otros políticos, entre ellos Turgut Ozal. En noviembre del mismo año, en las elecciones fue elegido diputado en la Asamblea Nacional de Turquía, y en diciembre es designado, por Turgut Ozal, ministro de Información. Ocupó dicho cargo hasta 1986, cuando pasa a ser ministro de Cultura y Turismo. Luego fue designado, en diciembre de 1987, ministro de Asuntos Exteriores, cargo al cual renunció tres años después. 
Se desempeñó como primer ministro entre el 23 de junio y el 20 de noviembre de 1991, luego entre el 6 de marzo y 28 de junio de 1996 y finalmente desde el 30 de junio de 1997 hasta el 11 de enero de 1999.

## Estudios
Estudió economía en la Universidad de Ankara y finalizó sus estudios en la Universidad de Colonia, Alemania.